# سيرجيو مونتيرو أورتيز
سيرجيو مونتيرو أورتيز (بالإسبانية: Sergio Montero Ortiz) هو لاعب كرة قدم إسباني في مركز الوسط، ولد في 17 مارس 1997 في ريبوليت في إسبانيا. لعب مع خيمناستيك طركونة.

## وصلات خارجية
- سيرجيو مونتيرو أورتيز على موقع قاعدة بيانات كرة القدم.إي يو (الإنجليزية)
- سيرجيو مونتيرو أورتيز على موقع Soccerway.com (الإنجليزية)